# Himantura polylepis
Himantura polylepis är en rockeart som beskrevs av Bleeker 1852. Himantura polylepis ingår i släktet Himantura och familjen spjutrockor. Inga underarter finns listade i Catalogue of Life. Enligt en studie från 2016 bör arten flyttas till släktet Urogymnus.

## Utseende
Vid födelsen har rockans skiva en diameter av cirka 30 cm. Hannar blir könsmogna när de har nådd en diameter av 110 cm. Enskilda stora exemplar kan nå en diameter av 200 cm och en vikt av 600 kg. Därtill kommer svansen som är upp till 100 cm lång. På svansens undersida förekommer taggar och en rad av knölar som liknar en såg. Med hjälp av taggarna kan arten överföra en giftig körtelvätska. I munnen finns flera små tänder. Skivan har på ovansidan en mörk färg och den är på undersidan ljus.

## Utbredning och habitat
Arten förekommer med flera från varandra skilda populationer i Sydostasien och i den australiska regionen. Den dokumenterades till exempel i Indien, i Myanmar, i Thailand, på Borneo, på Nya Guinea och i norra Australien. Himantura polylepis lever där i floder och i andra ansamlingar av sötvatten. Ibland hittas arten i bräckt vatten i flodmynningar. Några upphittade individer som räknades till denna art tillhör kanske en annan art.

## Ekologi
Denna spjutrocka bildar vanligen flockar. Antagligen kommunicerar individerna liksom andra rockor med hjälp av elektriska impulser. Populationerna stannar hela livet i avrinningsområdet av samma flod. Dräktiga honor har i flera fall observerats i flodmynningar. För några populationer är det därför troligt att ungarnas födelse sker i bräckt vatten.
Arten äter fiskar, blötdjur och vattenlevande maskar som den hittar på vattendragets botten. Himantura polylepis simmar gärna nära strandlinjen och det antas att den fångar några landlevande daggmaskar.
Ungarna utvecklas i honans kropp och en kull har vanligen en eller två ungar. Honan stannar en tid i ungarnas närhet tills de blir självständiga. Antagligen har arten samma livslängd som andra spjutrockor från samma släkte, alltså 5 till 10 år.

## Status
Arten fiskas intensiv av människor för köttets skull och den hamnar ofta som bifångst i fiskenät som var tänkta för andra arter. Himantura polylepis hotas dessutom av vattenföroreningar samt av torka när flodernas vatten används för jordbruket. Dammar och andra hinder i floderna minskar den genetiska mångfalden. IUCN kategoriserar arten globalt som starkt hotad.